# 珀格施塔尔
珀格施塔尔（德語：Pöggstall）是奥地利下奥地利州梅尔克县的一个市镇。总面积58.86平方公里，总人口2532人，人口密度43.0人/平方公里（2005年）。